# Iodomethan
Methyl iodide, còn được gọi với cái tên khác là iodomethane, và kí hiệu thường dùng viết tắt là "MeI", là hợp chất hóa học có công thức hóa học là CH3I. Hợp chất này tồn tại dưới dạng chất lỏng không màu, không bay hơi. Xét về cấu trúc hóa học, CH3I có liên quan mật thiết với khí mêtan CH4, vì nó thay thế một nguyên tử hydro bằng một nguyên tử iod.
Hợp chất này được xả trong tự nhiên từ các đồn điền gạo với số lượng nhỏ. Ngoài ra, nó cũng được sản xuất với số lượng lớn ước tính có thể lớn hơn 214.000 tấn mỗi năm do tảo và tảo bẹ ở các đại dương ôn đới trên thế giới, và với số lượng ít hơn trên đất liền nhờ nấm trên mặt đất và vi khuẩn. Methyl iodide được sử dụng trong tổng hợp hữu cơ như là một nguồn của các nhóm methyl.
Methyl iodide được Cơ quan Bảo vệ Môi trường Hoa Kỳ công bố năm 2007 như một chất diệt khuẩn trước khi sử dụng để kiểm soát côn trùng, tuyến trùng ký sinh thực vật, các mầm bệnh có nguồn gốc từ đất và hạt giống cỏ dại.  Hợp chất đã được đăng ký để sử dụng như là một biện pháp cải tạo đất hiện đại cho việc trồng trọt các loại cây như dâu tây, ớt, cà chua, nho, cây cảnh, quả đá, hạt cây và cây lá kim.